# بيتر ليبي
بيتر ليبي (بالإنجليزية: Peter Libby)‏ هو طبيب قلب أمريكي، ولد في 13 فبراير 1947 في بيركيلي في الولايات المتحدة.